# ابكاسه (مقاطعة فسا)
ابكاسه (بالفارسية: ابکاسه) هي قرية تقع في Jangal Rural District في إيران.